# Blaké
Pour plus de détails, voir Fiche technique et Distribution.
Blaké est un court métrage du dramaturge et réalisateur réunionnais Vincent Fontano sorti en 2019. Il a obtenu plusieurs récompenses, un prix SACD et le prix d'interprétation masculine au Festival Cinébanlieue 2019, le Grand prix du court métrage France Télévisions 2020 au festival international du court métrage de Clermont-Ferrand, ainsi qu'une mention spéciale au Champs-Élysées Film Festival 2020.

## Synopsis
Dans un parking souterrain désert, la nuit, deux vigiles trompent le temps et l'ennui en se racontant leurs vies, leurs rêves.

## Fiche technique
- Réalisation : Vincent Fontano
- Scénario : Vincent Fontano
- Musique : Jako Maron
- Direction artistique :
- Décors : Olivier Méhari
- Effets spéciaux : Olivier Méhari
- Photographie : Shadi Chaaban
- Son : Julien Verstraete
- Mixage son : Sébastien Cabour
- Montage : Guillaume Saignol
- Production : Jonathan Rubin (We Film)
- Société de production : We Film
- Pays d'origine :  France
- Langue originale : créole réunionnais, sous-titrage français
- Format : couleur
- Genre : Drame
- Durée : 23 minutes
- Date de sortie : 2019

## Distribution
- David Erudel : Jacques
- Vincent Fontano : Vincent
- Lolita Tergemina : Olivia

## Récompenses
- Prix SACD : bourse d'écriture
- Prix d'interprétation masculine pour Vincent Fontano au festival Cinébanlieue[1]
- Grand prix du court métrage France Télévisions 2020
- Mention spéciale du Champs-Élysées Film Festival 2020[2].

## Festivals
Outre les festivals où le film a remporté des prix, Cinébanlieue et Clermont-Ferrand, le film a été présenté au festival Premiers Plans d'Angers et localement au festival du film court de Saint-Pierre.

## Autour du film
Issu du théâtre (auteur, metteur en scène et comédien dans la compagnie Kèr Béton), lauréat du dispositif Talents La Kour 2017 qui vise à l'émergence de réalisateurs réunionnais, Vincent Fontano présente son scénario à Paris sur la scène du Jamel Comedy Club et est remarqué par la société de production We film et France 2. Il réalise ainsi son premier court métrage,, tourné à Saint-Denis de La Réunion et en créole réunionnais.
Le film est inspiré d'un moment de sa vie où il a exercé le métier de portier pour financer ses études de Lettres. Quant au titre du film, il renvoie à la noirceur du bitume symbolique de la nuit dans laquelle se trouve pris un des acteurs, interprété par le réalisateur. Le trio d'acteurs est bien connu des scènes et des écrans réunionnais.
Pour les Inrockuptibles, c'est un « Ovni envoûtant, un huis clos stylisé traversé par de somptueuses apparitions, cousines de rêveries lynchiennes  ».
C'est la première fois qu'un film réunionnais remporte un prix au festival international du court métrage de Clermont-Ferrand, le Grand prix du court métrage France Télévisions 2020. Il figurait également dans la sélection de la compétition nationale. Le film est visible sur France 2 en février 2020 dans l'émission Histoires courtes. Cette récompense assure une diffusion du prochain projet de Vincent Fontano en cours d'écriture, Edwardo.
Le film est sélectionné pour les César 2021.